# Bell XFL Airabonita
Bell XFL Airabonita – pokładowy myśliwiec przychwytujący (pościgowy) zaprojektowany w zakładach Bell Aircraft na zamówienie United States Navy. Samolot stanowił rozwinięcie projektowanego wówczas myśliwca Bell P-39 Airacobra. Zbudowano tylko jeden prototyp, samolot nie wszedł do produkcji seryjnej.

## Historia

### Geneza
1 stycznia 1938, US Navy ogłosiła wymagania na nowy, zaawansowany samolot myśliwski przeznaczony do startów z pokładu lotniskowców mający zastąpić przestarzałe dwupłatowce będące jeszcze na służbie. Na konkurs odpowiedziało kilka wytwórni, w tym Vaught-Sikorsky z Modelem V-166B (późniejszy Vought F4U Corsair), Grumman z dwusilnikowym Modelem G-34 (Grumman XF5F Skyrocket) oraz Bell z samolotem nazywanym wówczas jeszcze Model 5. Kontrakt nr 63629 na dostawę jednego samolotu został podpisany 8 listopada 1938. Nowy samolot otrzymał oznaczenie XFL-1 („X” – experimental, eksperymentalny; „F” – fighter, myśliwiec; „L” – oznaczenie wytwórni Bella, „1” – pierwszy samolot Bella projektowany dla USN) oraz nazwę t. Cena kontraktu wynosiła 245.000 dolarów, w tym 125.000 za sam samolot.

### Projekt
Samolot częściowo bazował opracowywanym wówczas samolocie Bell P-39 Airacobra, ale dokonano na nim szeregu zmian, część z nich dyktowaną innymi wymaganiami stawianymi przez myśliwcami pokładowymi. Samolot miał ten sam silnik co jego wersją lądowa, chłodzony cieczą silnik rzędowy typu Aliison XV-1710, był to pierwszy myśliwiec morski z tym silnikiem. Cała konstrukcja samolotu została znacznie wzmocniona aby sprostać rygorom operacji lotniczych z pokładu lotniskowca, kadłub został nieco skrócony, powiększono za to rozpiętość skrzydeł, ich szerokość i wznios. Aby zmniejszyć prędkość minimalną powiększone klapy. Zwiększono także powierzchnię sterów kierunku i wysokości aby zachować sterowalność samolotu przy dużych kątach natarcia. W odróżnieniu od P-39 samolot miał klasyczny układ podwozia z kołem ogonowym i hakiem zatrzymującym do lądowań na lotniskowcu. Koła podwozia głównego zostały przesunięte nieco naprzód i były przymocowane do przedniego dźwigaru skrzydła. Podniesiono nieco kokpit aby poprawić pole widzenia pilota. Pod kadłubem, na wysokości nasady skrzydła umieszczono małe okienko mające pomagać przy lądowaniu na lotniskowcu. Uzbrojenie miały stanowić karabiny maszynowe w kadłubie i działko 37 mm strzelające przez piastę śmigła (USN wolało działko Madsen 25 mm), ale nie było ono zainstalowane na prototypie.

### Próby
Prototyp, numer seryjny Bu.No. 1558, odbył pierwszy lot 13 maja 1940. W czasie pierwszego lotu, stosunkowo niedoświadczony pilot Brian Sparks, który wcześniej latał w USN na dwupłatowych Boeing F4B, o mało nie rozbił samolotu kiedy niechcący otworzył w locie umieszczone w skrzydłach poduszki powietrzne służące do utrzymywania samolotu na wodzie w razie wodowania. Łącznie Sparks wykonał siedemnaście lotów i samolot został przekazany 29 czerwca Robertowi M. Stanleyowi. Cały program testowy znacznie przeciągnął się w czasie z powodu problemów z silnikiem Allison. W czasie oblatywania samolotu napotkano na problemy z jego wyważeniem, inżynierowie Bella sugerowali umieszczenie odpowiedniego balastu w nosie samolotu, ale inspektorzy USN nie chcieli się na to zgodzić. Ostatecznie samolot został przekazany USN w czerwcu 1940 i po testach samolot nie otrzymał certyfikatu USN z powodu problemów z podwoziem. W grudniu 1940 samolot został zwrócony do Bella z listą wymaganych zmian. W styczniu 1941 USN zdecydowała na zakończenie programu XFL-1, do produkcji seryjnej został przyjęty F4U Corair.
Jedyny prototyp XFL-1 został przekazany do jednostki Aircraft Armament Unit gdzie służył do testów przeciwlotniczych w czasie których został poważnie uszkodzony. Resztki samolotu zostały złomowane w Patuxent River Naval Air Center, gdzie znajdowały się jeszcze do połowy lat 60.